# Carventum
Carventum (en llatí: Carventum en grec antic: Καρούεντον) va ser una antiga ciutat del Latium, esmentada per Dionís d'Halicarnàs com una de les trenta ciutats que formaven part de la Lliga Llatina.
No surt en cap més menció a la història, i segurament va ser destruïda pels eques o pels volscs. Es menciona una fortalesa de molta consideració, anomenada Arx Carventana que va tenir importància durant les guerres dels romans amb els eques. Els eques la van ocupar i els romans la van recuperar, però en una segona ocupació els romans no van poder entrar-hi, tot i els grans esforços que en van fer els cònsols l'any 409 aC. No se sap si va tornar a mans dels romans.
Per les descripcions que es coneixen segurament era a la vora del mont Algidus, però no se sap el lloc precís on estava situada.